# Planetens spejle
Planetens spejle er en dansk film fra 1992.
- Manuskript Jytte Rex og Asger Schnack.
- Instruktion Jytte Rex.

Blandt de medvirkende kan nævnes:
- Ole Lemmeke
- Bodil Jørgensen
- Thomas Mørk
- Otte Svendsen
- Bodil Lassen
- Carsten Bang